# Nazionale femminile di calcio della Slovacchia
La nazionale di calcio femminile della Slovacchia è la rappresentativa calcistica femminile internazionale della Slovacchia, gestita dalla locale federazione calcistica (SFZ). Venne istituita nel 1993, quando la divisione della Cecoslovacchia portò alla scomparsa della nazionale cecoslovacca.
In base alla classifica emessa dalla FIFA il 16 dicembre 2024, occupa il 49º posto del FIFA/Coca-Cola Women's World Ranking. Come membro dell'UEFA partecipa a vari tornei di calcio internazionali, come al Campionato mondiale FIFA, Campionato europeo UEFA ed ai tornei ad invito, come la Cyprus Cup.

## Storia
La nazionale della Slovacchia venne costituita nel 1993 dopo la dissoluzione della Cecoslovacchia. Le prime due partite ufficiali vennero giocate a Hluk il 21 e 22 giugno 1993 proprio contro la Rep. Ceca: entrambe le amichevoli vennero vinte dalle ceche. Il 22 settembre 1993 la nazionale fece il suo esordio nelle qualificazioni al campionato europeo 1995, vincendo 1-0 sulla Lettonia; le slovacche conclusero le qualificazioni al secondo posto nel girone 4. Nel biennio successivo la nazionale slovacca concluse all'ultimo posto il gruppo 1 delle qualificazioni al campionato europeo 1997, giocando i play-off per rimanere nella classe A delle qualificazioni, venendo poi sconfitta dal Belgio nel doppio confronto e retrocedendo, così, nella classe B. La Slovacchia rimase nella classe B delle qualificazioni all'europeo, che non dava accesso alla fase finale, nei successivi due cicli. Quando questa classificazione venne abolita, ossia in occasione delle qualificazioni all'europeo 2009, la squadra partecipò al turno preliminare, vincendo il proprio raggruppamento ed entrando nel turno principale. Analogamente, nelle qualificazioni al campionato mondiale la Slovacchia era inserita nella classe B che non dava accesso alla fase finale del mondiale. Per le qualificazioni al mondiale 2011 la doppia classe venne abolita e la nazionale slovacca partecipò al turno principale. Nelle sue partecipazioni la squadra non è riuscita a qualificarsi alle fasi finali né alle fasi play-off del campionato mondiale e del campionato europeo.
Nell'edizione inaugurale dell'UEFA Women's Nations League venne inserita nella Lega B, e, concludendo al terzo posto il gruppo 2, prese parte ai play-off tra le leghe B e C. Vinse i play-off contro la Lettonia, rimanendo in Lega B. Le qualificazioni al campionato europeo 2025 vennero disputate con un nuovo formato, simile a quello della Nations League e la Slovacchia venne inserita nella Lega B. Concluse il proprio girone al terzo posto, accedendo agli spareggi della Lega B. Dopo aver vinto 2-1 la gara d'andata contro il Galles, perse il ritorno 2-0 dopo i tempi supplementari, mancando l'accesso al secondo turno e venendo retrocessa nella Lega C dell'UEFA Women's Nations League 2025.

## Partecipazione ai tornei internazionali
Legenda: Grassetto: Risultato migliore, Corsivo: Mancate partecipazioni